# Honorat Ciuró
Honorat Ciuró, Honoré Ciuro, (Cameles, 10 de febrer del 1612 - 1674) va ser un sacerdot rossellonès, autor de diversos llibres en català.

## Biografia
Ordenat sacerdot, el 1637 fou nomenat beneficiari de l'església de Tuïr. Uns anys després emprengué la reconstrucció de l'ermita de Sant Martí de la Roca (Cameles), que acabà el 1644. Deixà diversos escrits, entre els quals en figura un de més de 500 pàgines, el Tractat... on al llarg de la seva vida recopilà detalladament l'estat de l'ermita de Sant Martí, les obres efectuades, els mitjans emprats i els projectes de futur que hi feien referència. Felip Torreilles en publicà un extracte a Un prêtre ermite au XVIIe siècle, que aparegué a Bulletin de la Société Agricole, Scientifique et Littéraire 49.

## Obres
- Camins traçats
- El cant d'Honorat
- El tractat de la capella o ermitatge del gloriós Sant Martí (1637-1674)
- Llicència o establiment de la capella de Nostra Senyora de la Concepció (1646)
- Llibre dels ornaments i exercicis quotidians (perdut)